# Магнификат

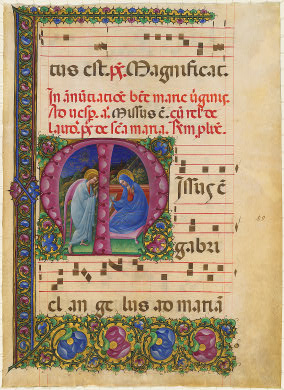
«Благовещение», миниатюра из рукописи Бельбелльо де Павиа, 1450—1460

«Магни́фикат» (по первому слову первого стиха католического песнопения лат. Magnificat anima mea Dominum — «Величит душа Моя Господа…») — славословие Девы Марии из Евангелия от Луки (Лк. 1:46—55) в латинском переводе (см. Вульгата). Монодические распевы (см. Григорианский хорал) стихов магнификата известны в формах большого респонсория (responsorium prolixum), тракта, версия аллилуйи, антифона. Наибольшее распространение в традиционном богослужении получил формульный распев магнификата на 8 псалмовых тонов, в обрамлении антифона (на собственный текст). На текст магнификата писали — в различных композиционных техниках — многоголосную музыку профессиональные композиторы, особенно часто в эпоху Возрождения и в эпоху барокко.

## Характеристика
В богослужении Католической церкви магнификат — одна из основных песней библейских, образует кульминационный пункт вечерни. В Англиканской церкви магнификат (My soul doth magnifie the Lord) является одной из двух неизменных песен вечерни. У лютеран магнификат распевался как на латинский, так и на немецкий (в переводе Мартина Лютера Meine Seele erhebt den Herrn) текст.
В современных католической и протестантских церквах хоровые магнификаты эпохи Ренессанса и эпохи барокко также используются для сопровождения богослужения в большие праздники.
В православном богослужении тот же текст (в переводе с греческого на церковнославянский: «Величит душа моя Господа»), называемый «Песнью Богородицы», поётся на утрене перед 9-й песнью канона, с прибавлением припева «Честнейшую херувим и сла́внейшую без сравнения серафим, без истления Бога Слова рождшую, сущую Богородицу Тя величаем» к каждому стиху (откуда получил наиболее употребительное название «Честнейшая»).
В основе выразительной мелодии немецкого магнификата (использованной, в частности, И. С. Бахом, М.Гайдном) лежит структурная модель католического псалмового тона. В основе её лежит особая, ладово переменная мелодия, т.наз. «блуждающий тон» (tonus peregrinus), на который распевался «паломнический» псалом 113 «In exitu Israel».

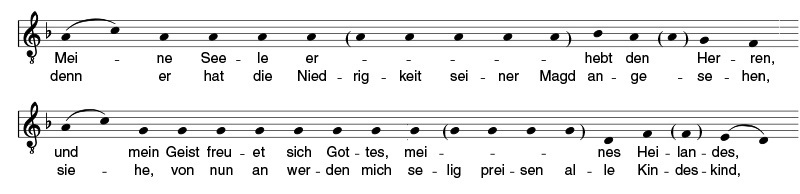
Немецкий (протестантский) магнификат

Высокий образец библейской молитвословной прозы, магнификат вдохновлял сотни композиторов на всём протяжении истории музыки. Среди самых известных авторов (многоголосных) магнификатов: Джон Данстейбл (Данстейпл), Гильом Дюфаи, Жиль Беншуа, Жоскен Депре, Джованни Пьерлуиджи да Палестрина, Орландо Лассо, Кристобаль де Моралес, Томас Луис де Виктория, Клаудио Монтеверди, Генрих Шютц (Шюц), Иоганн Пахельбель, Иоганн Себастьян Бах, Антонио Вивальди, Вольфганг Амадей Моцарт, Феликс Мендельсон Бартольди, Ралф Воан-Уильямс, Алан Хованесс, Кшиштоф Пендерецкий, Джон Тавенер, Арво Пярт, Владимир Иванович Мартынов и многие другие.
Многоголосные обработки магнификата известны с середины XV века (в том числе в технике фобурдона). С начала XVI века такие обработки нередко объединялись в циклы по 8 пьес (по количеству церковных тонов григорианского хорала). Первый цикл такого рода возможно принадлежит Пьеру де ла Рю. Расцвет многоголосного магнификата пришёлся на XVI—XVII вв. (Палестрина написал около 30, Лассо более 100 магнификатов), в стандартном случае псалмодическая мелодия использовалась в нём как композиционная основа (см. Cantus firmus). Как правило, многоголосно обрабатывались только чётные стихи магнификата, тогда как нечётные исполнялись по традиции одноголосно (псалмодически; см. Alternatim). В XVIII веке «авторский» магнификат постепенно утратил богослужебную функцию, превратившись в пышное концертное произведение с инструментальными интермедиями, «оперными» ариями и вокальными ансамблями. В эпоху романтизма интерес к магнификату угас, а в XX веке возродился с новой силой.

## Текст

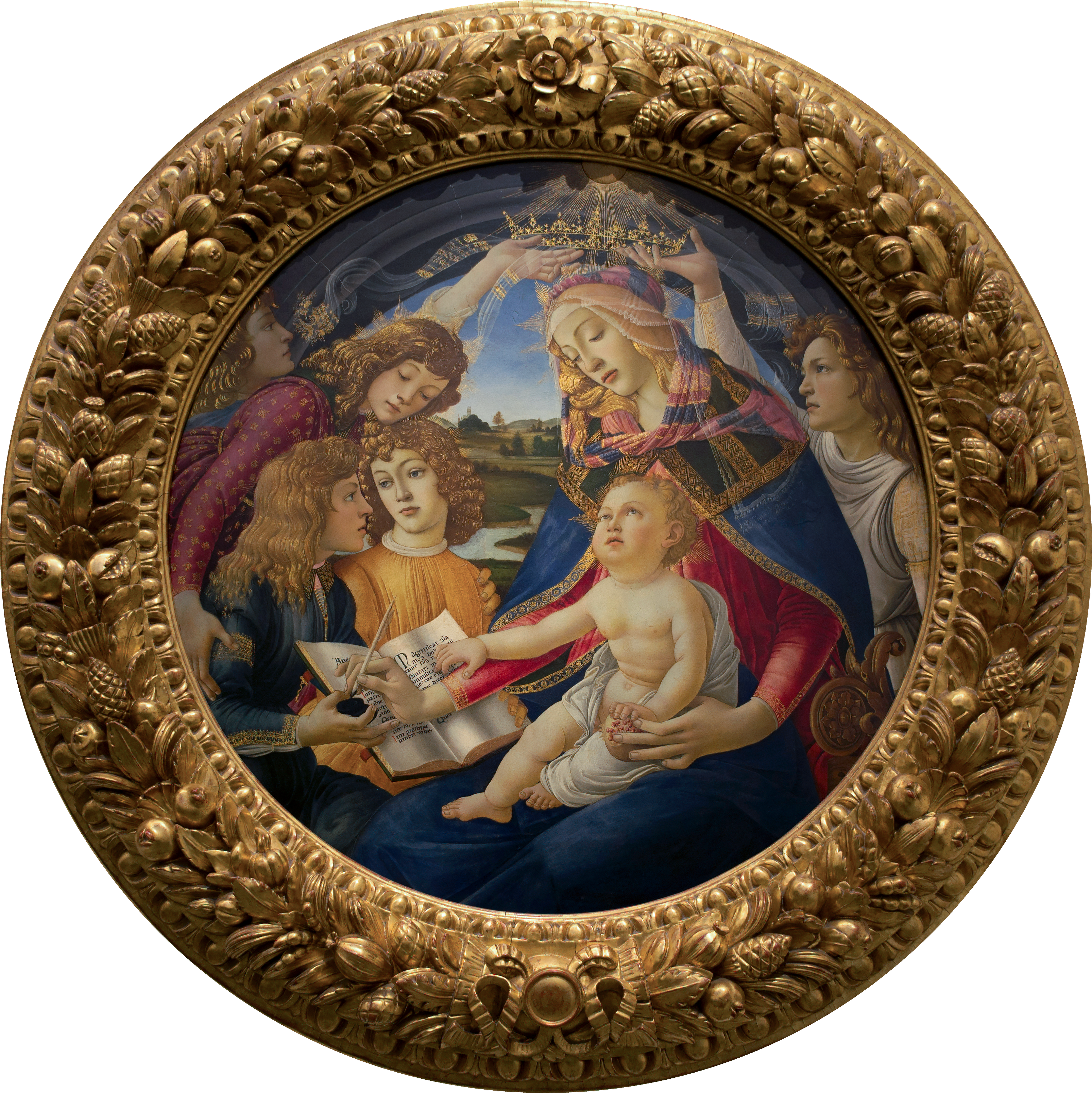
Сандро Боттичелли. Величание Мадонны. 1481—1485, дерево, темпера. Уффици, Флоренция

### Греческий текст (редакцияНестле-Аланда)
46Μεγαλύνει ἡ ψυχή μου τὸν Κύριον
47καὶ ἠγαλλίασεν τὸ πνεῦμά μου ἐπὶ τῷ Θεῷ τῷ σωτῆρί μου,
48ὅτι ἐπέβλεψεν ἐπὶ τὴν ταπείνωσιν τῆς δούλης αυτοῦ.
ἰδού γὰρ ἀπὸ τοῦ νῦν μακαριοῦσίν με πᾶσαι αἱ γενεαί,
49ὅτι ἐποίησέν μοι μεγάλα ὁ δυνατός,
καὶ ἅγιον τὸ ὄνομα αὐτοῦ,
50καὶ τὸ ἔλεος αὐτοῦ εἰς γενεὰς καὶ γενεὰς
τοῖς φοβουμένοις αυτόν.
51Ἐποίησεν κράτος ἐν βραχίονι αὐτοῦ,
διεσκόρπισεν ὑπερηφάνους διανοίᾳ καρδίας αὐτῶν
52καθεῖλεν δυνάστας ἀπὸ θρόνων
καὶ ὕψωσεν ταπεινούς,
53πεινῶντας ἐνέπλησεν ἀγαθῶν
καὶ πλουτοῦντας ἐξαπέστειλεν κενούς.
54ἀντελάβετο Ἰσραὴλ παιδὸς αὐτοῦ,
μνησθῆναι ἐλέους,
55καθὼς ἐλάλησεν πρὸς τοὺς πατέρας ἡμῶν,
τῷ Αβραὰμ καὶ τῷ σπέρματι αὐτοῦ εἰς τὸν αἰῶνα.

### Латинский текст (традиционная Климентинская редакция)
46Magnificat anima mea Dominum,
47et exsultavit spiritus meus in Deo salutari meo,
48quia respexit humilitatem ancillae suae, ecce enim ex hoc beatam me dicent omnes generationes.
49Quia fecit mihi magna qui potens est, et sanctum nomen eius,
50et misericordia eius in progenies et progenies timentibus eum.
51Fecit potentiam in brachio suo, dispersit superbos mente cordis sui,
52deposuit potentes de sede et exaltavit humiles,
53esurientes implevit bonis et divites dimisit inanes.
54Suscepit Israel puerum suum recordatus misericordiae suae,
55sicut locutus est ad patres nostros, Abraham et semini eius in saecula.

### Латинский текст (новая Вульгата)
Magnificat: anima mea Dominum.
Et exultavit spiritus meus: in Deo salutari meo.
Quia respexit humilitatem ancillae suae:
ecce enim ex hoc beatam me dicent omnes generationes.
Quia fecit mihi magna, qui potens est:
et sanctum nomen eius.
Et misericordia eius, a progenie et progenies:
timentibus eum.
Fecit potentiam in brachio suo:
dispersit superbos mente cordis sui.
Deposuit potentes de sede:
et exaltavit humiles.
Esurientes implevit bonis:
et divites dimisit inanes.
Suscepit Israel puerum suum:
recordatus misericordiae suae.
Sicut locutus est ad patres nostros:
Abraham, et semini eius in saecula.

### Русский текст (Синодальный перевод)
46Величит душа Моя Господа,

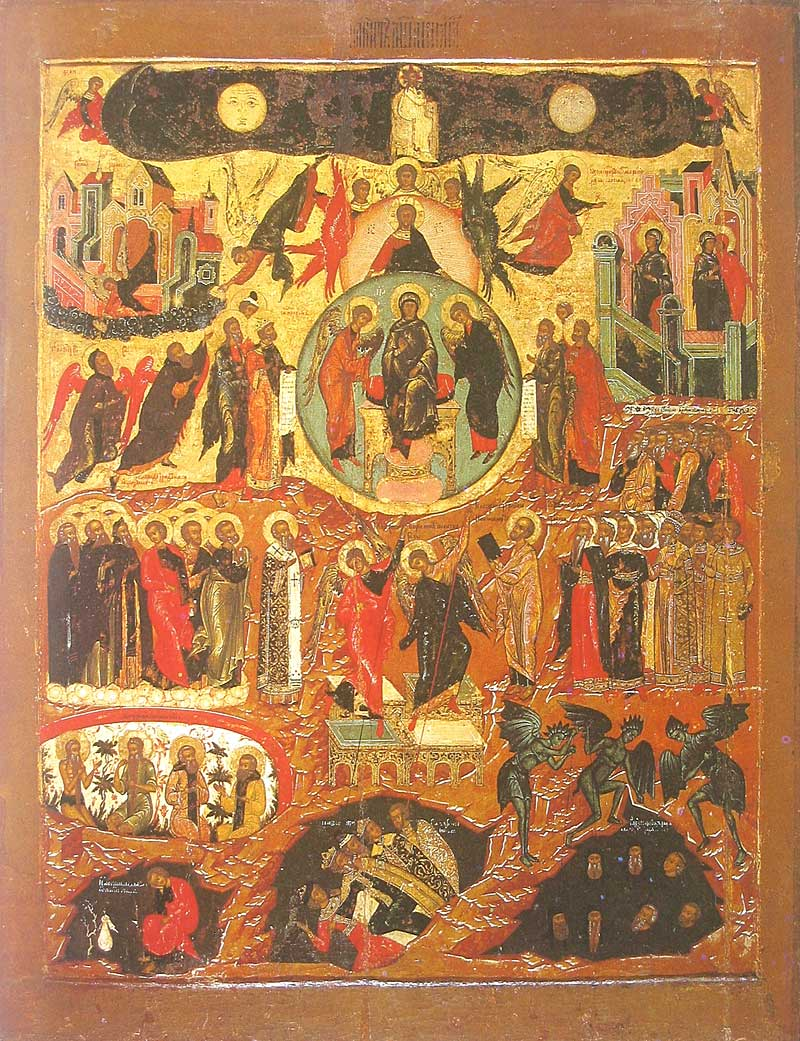
Икона «Величит душа моя Господа», Ярославль, середина XVII века

47И возрадовался дух Мой о Боге, Спасителе Моем,

48Что призрел Он на смирение рабы Своей, ибо отныне будут ублажать Меня все роды;

49Что сотворил Мне величие Сильный, и свято имя Его;

50И милость Его в роды родов к боящимся Его;

51Явил силу мышцы Своей; рассеял надменных помышлениями сердца их;

52Низложил сильных с престолов, и вознес смиренных;

53Алчущих исполнил благ, а богатящихся отпустил ни с чем;

54Воспринял Израиля, отрока Своего, воспомянув милость,

55Как говорил отцам нашим, к Аврааму и семени его до века.

### Церковнославянский текст
46Величит душа Моя Господа

47и возрадовася дух Мой о Бозе Спасе Моем.

48Яко призре на смирение рабы Своея, се бо, от ныне ублажат Мя вси роди

49Яко сотвори Мне величие Сильный, и свято имя Его,

50и милость Его в роды родов боящимся Его.

51Сотвори державу мышцею Своею, расточи гордыя мыслию сердца их.

52Низложи сильныя со престол, и вознесе смиренныя,

53алчущия исполни благ, и богатящияся отпусти тщи.

54Восприят Израиля отрока Своего, помянути милости,

55якоже глагола ко отцем нашим, Аврааму и семени его даже до века.

### Разночтения
Важнейшее разночтение затрагивает стих 51. В Вульгате dispersit superbos mente cordis sui местоимение sui предполагает действие Господа («рассеял надменных тем, что́ он замыслил в сердце своём») и обычно толкуется как предвосхищение явления Христа. В греческом оригинале местоимение αὐτῶν (в стихе διεσκόρπισεν ὑπερηφάνους διανοίᾳ καρδίας αὐτῶν) относится к надменным / высокомерным (ὑπερηφάνοι) и указывает на их «помышление». Греческий смысл удерживается в русском (православном) и во всех протестантских переводах.
Это разночтение необходимо учитывать при анализе музыкальных воплощений стиха, как, например, в «Магнификате» И. С. Баха, который озвучивал не протестантскую, а латинскую версию, и соответственно ориентировал музыкальную риторику на особенности латинского текста.